# Andrena nigrae
Andrena nigrae là một loài Hymenoptera trong họ Andrenidae. Loài này được Robertson mô tả khoa học năm 1905.

## Hình ảnh

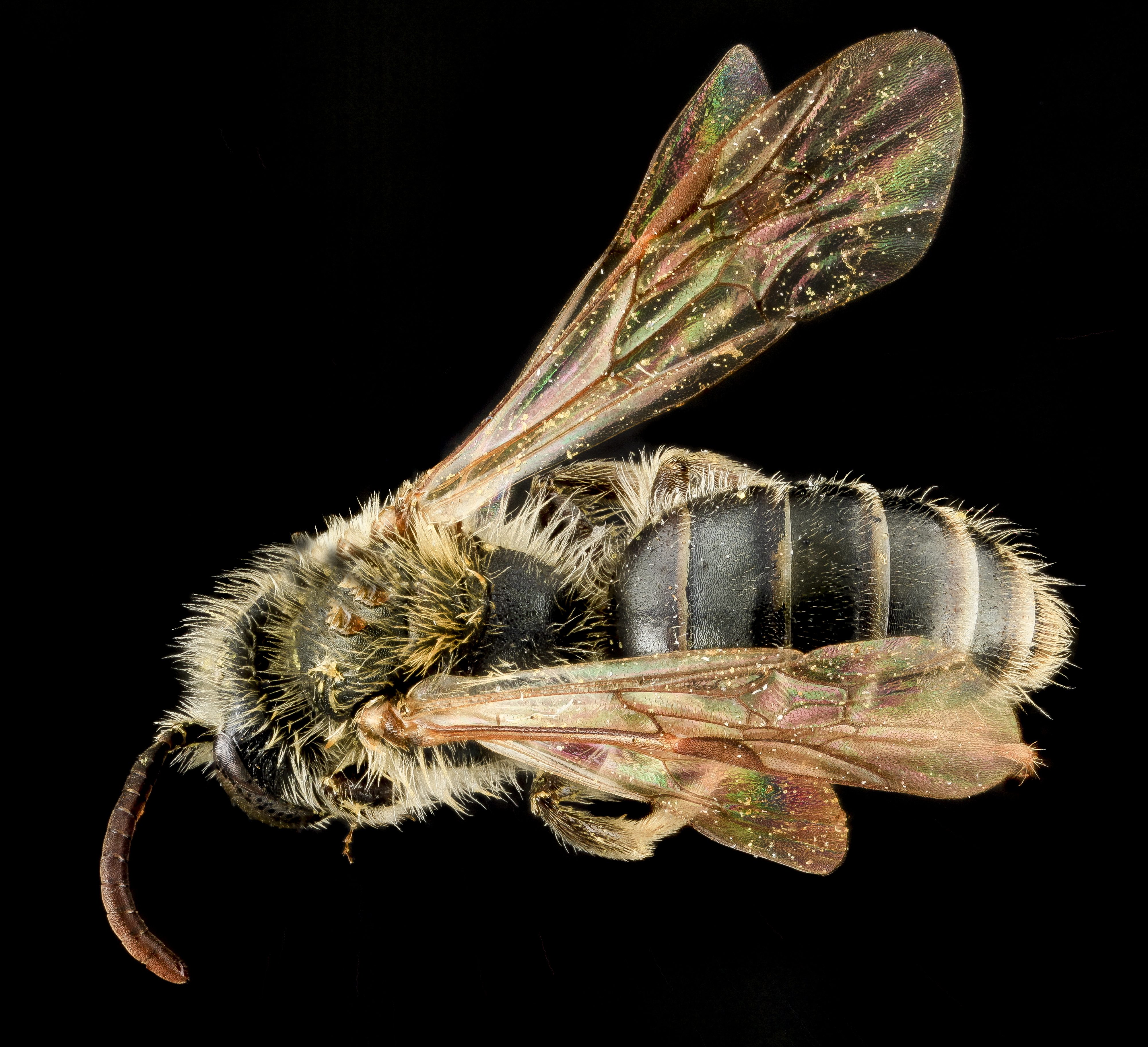
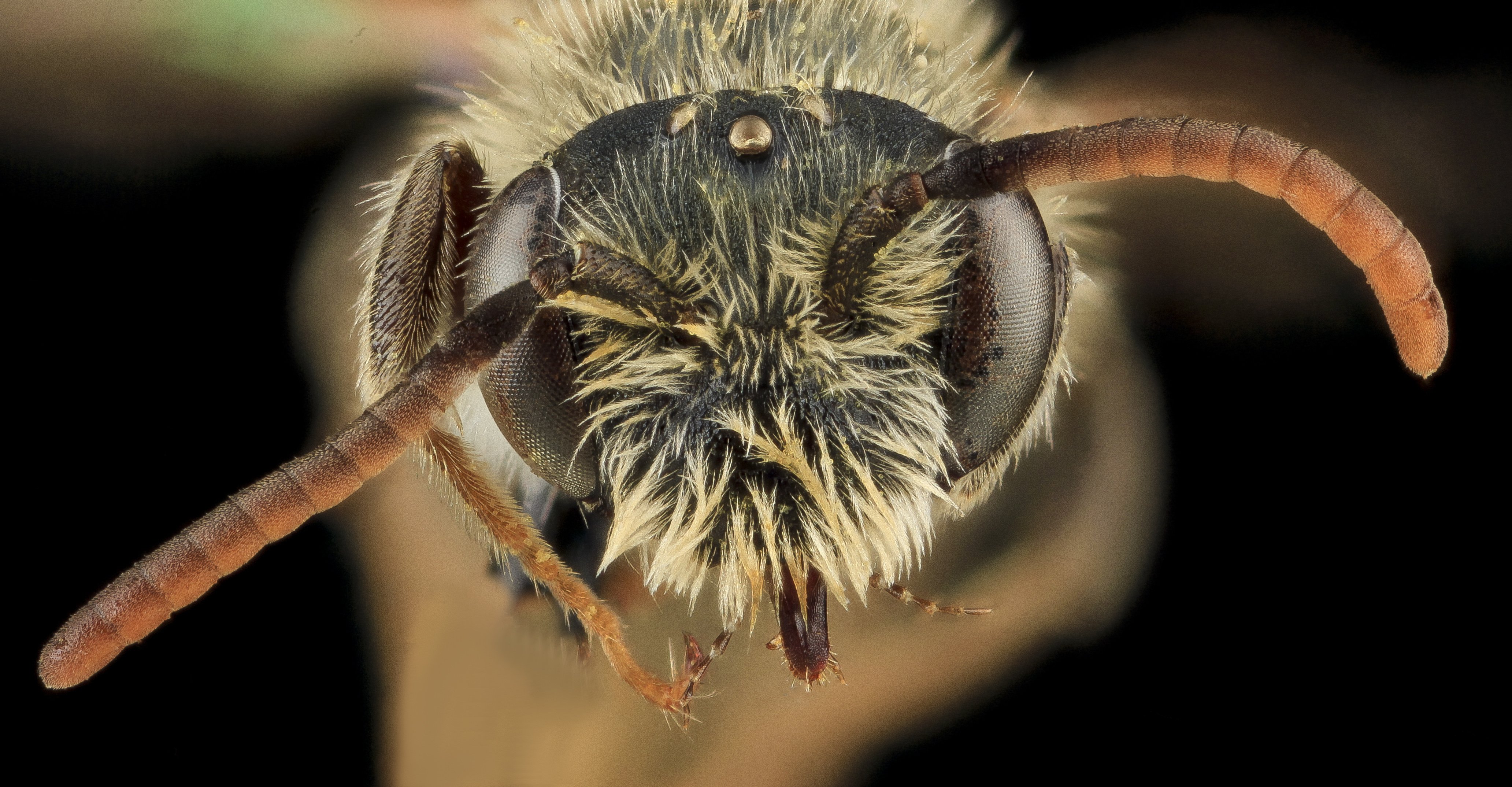